# 바보의 엔드 크레디트
《바보의 엔드 크레디트》(일본어: 愚者のエンドロール)는 요네자와 호노부의 2002년 청춘 미스터리 소설로, 고전부 시리즈의 두 번째 작품이다.  대한민국에는 엘릭시르에서 권영주 번역으로 출간되었다.

## 목차
0. 콜드 오픈
1. 시사회에 가자!
2. <후루오카 폐촌 살인 사건>
3. <불가시의 침입>
4. <Bloody Beast>
5. 맛이죠
6. <만인의 사각>
7. 뒤풀이에는 가지 않는다
8. 엔드 크레디트

## 등장인물
- 오레키 호타로(折木 奉太郎)
- 지탄다 에루(千反田 える)
- 후쿠베 사토시(福部 里志)
- 이바라 마야카(伊原 摩耶花)
- 이리스 후유미(入須 冬実)
- 에바 구라코(江波 倉子)
- 혼고 마유(本郷 真由)
- 나카조 준야(中城 順哉)
- 하바 도모히로(羽場 智博)
- 사와키구치 미사키(沢木口 美崎)